# Varietà centrale
In matematica, in particolare nello studio dei sistemi dinamici, la varietà centrale di un punto di equilibrio di un sistema dinamico consiste nelle orbite il cui comportamento in prossimità del punto di equilibrio non è soggetto né all'attrazione della varietà stabile né alla repulsione di quella instabile.
Sia dato un sistema dinamico:
{\displaystyle {\dot {x}}=Ax+f(x)\qquad x\in \mathbb {R} ^{n}}
dove {\displaystyle A} è una matrice costante, {\displaystyle f} è di classe {\displaystyle C^{k}} con {\displaystyle k\geq 2} in un intorno del punto di equilibrio isolato {\displaystyle x=0} e:
{\displaystyle \lim _{\|x\|\to 0}{\frac {\|f(x)\|}{\|x\|}}=0}
Se {\displaystyle M_{s}} e {\displaystyle M_{i}} sono le varietà stabile ed instabile dell'equazione:
{\displaystyle {\dot {x}}=Ax}
detto {\displaystyle M_{c}} lo spazio generato dagli autovettori di {\displaystyle A} associati ad autovalori con parte reale nulla, esiste una varietà invariante {\displaystyle W_{c}\in C^{k-1}}, detta varietà centrale, tangente {\displaystyle M_{c}} in prossimità del punto di equilibrio. Non è necessariamente unica.

## Descrizione
Sia:
{\displaystyle {\frac {d\mathbf {x} }{dt}}=\mathbf {f} (\mathbf {x} )}
un sistema dinamico non lineare con punto di equilibrio {\displaystyle \mathbf {x} ^{*}}. La sua linearizzazione in un intorno di {\displaystyle \mathbf {x} ^{*}} è:
{\displaystyle {\frac {d\mathbf {x} }{dt}}=A\mathbf {x} }
dove la matrice jacobiana in {\displaystyle \mathbf {x} ^{*}}:
{\displaystyle A={\frac {d\mathbf {f} }{d\mathbf {x} }}(\mathbf {x} ^{*})}
definisce tre sottospazi invarianti:
- il sottospazio stabile, generato dagli autovettori generalizzati corrispondenti agli autovalori {\displaystyle \lambda } di {\displaystyle A} con {\displaystyle \operatorname {Re} \lambda <0}
- il sottospazio instabile, generato dagli autovettori generalizzati corrispondenti agli autovalori {\displaystyle \lambda } con {\displaystyle \operatorname {Re} \lambda >0}
- il sottospazio centrale, generato dagli autovettori generalizzati corrispondenti agli autovalori {\displaystyle \lambda } con {\displaystyle \operatorname {Re} \lambda =0}

Per il sistema non linearizzato vi sono tre corrispondenti varietà invarianti, formate da insiemi di orbite del sistema e tangenti i sottospazi nel punto di equilibrio:
- la varietà stabile, cioè la varietà invariante tangente il sottospazio stabile, che ha la stessa dimensione del sottospazio stabile.
- la varietà instabile, cioè la varietà invariante tangente il sottospazio instabile, che ha la stessa dimensione del sottospazio instabile.
- la varietà centrale, cioè la varietà invariante tangente il sottospazio centrale, che ha la stessa dimensione del sottospazio centrale.

## Teorema della varietà centrale
Il teorema della varietà centrale stabilisce che se la funzione {\displaystyle {\textbf {f}}({\textbf {x}})} è di classe {\displaystyle C^{r}} allora per ogni punto di equilibrio esiste un intorno in cui esiste almeno:
- un'unica varietà stabile di classe {\displaystyle C^{r}}
- un'unica varietà instabile di classe {\displaystyle C^{r}}
- una (non necessariamente unica) varietà centrale di classe {\displaystyle C^{r-1}}.

Si dimostra inoltre che l'intorno può essere scelto in modo che tutte le soluzioni del sistema che stanno nell'intorno tendono esponenzialmente alla soluzione {\displaystyle {\textbf {y}}(t)} sulla varietà centrale, ovvero:
{\displaystyle \lim _{t\to \infty }{\textbf {x}}(t)={\textbf {y}}(t)+O(e^{-\beta 't})}
per qualche {\displaystyle \beta '}.